# Édit de Fontainebleau (1599)
Pour les articles homonymes, voir Édit de Fontainebleau.
L'édit de Fontainebleau est un acte officiel signé par le roi Henri IV le 15 avril 1599. Il rétablit le culte public dans huit localités dans le diocèse de Lescar ainsi que dans quatre autres de celui d'Oloron. Cet édit est souvent comparé à celui de Nantes signé un an plus tôt, comme forme de contrepartie aux catholiques béarnais,. 

## Histoire
Signé le 15 avril 1599, l'édit est également accomapagné d'un règlement sur certains articles. Ils sont tous deux contresignés par Philippe Duplessis-Mornay et le 15 mai, le roi Henri IV ordonne au Conseil souverain d'enregistrer ces deux actes,.

## Structure

### Édit
| Article   | Résumé |
| --------- | --- |
| Préambule | Volonté du roi Henri IV de rétablir la paix civile et religieuse en Béarn en accordant des droits aux catholiques,              |
| 1         | Liberté de conscience et exercice public de la religion catholique rétablis en Béarn,                                           |
| 2         | Patrons laïcs catholiques peuvent à nouveau présenter des candidats aux bénéfices ecclésiastiques,                              |
| 3         | Rétablissement des bénéfices dans les états ecclésiastiques précédents                                                          |
| 4         | Liberté d'exercice catholique dans deux lieux par circonscription et évêques consultés pour déterminer ces lieux,               |
| 5         | Validité des patronages catholiques interrompus du fait des troubles religieux, suppression des entraves liées à l'interruption |
| 6         | Rétablissement des églises et cimetières à l'usage catholique exclusif dans les lieux concernés                                 |
| 7         | Autorisation pour les prêtres de visiter les malades, administrer les sacrements même en dehors des lieux d'exercice officiels, |
| 8         | Restitution aux évêques des biens ecclésiastiques, maisons, jardins, droits liés aux cures vacantes                             |
| 9         | Rétablissement des juridictions spirituelles des évêques                                                                        |
| 10        | Droit des évêques de récupérer les biens aliénés de leurs évêchés et chapitres, avec compensation des acquéreurs                |
| 11        | Droit des évêques à percevoir certaines dîmes pour subvenir à leurs charges                                                     |
| 12        | Modalités de jouissance effective des dîmes, même si baux antérieurs subsistent                                                 |
| 13        | Restitution des cens et revenus annuels aux évêques, sauf pour les biens vendus à titre définitif,                              |
| 14        | Égalité d'accès des catholiques aux charges publiques, sans discrimination liée à la religion                                   |
| 15        | Interdiction des querelles ou provocations entre personnes de différentes confessions ; peine contre les fauteurs de trouble    |
| 16        | Réglementation des prêches et publications : pas d'incitation à la haine ou à la sédition                                       |
| 17        | Confirmation de l'exécution intégrale et inviolable de l'édit, sans opposition ou empêchement,                                  |
| 18        | Les anciens règlements restent valides sauf ceux contredits par cet édit                                                        |

### Règlement
| Article | Résumé |
| ------- | --- |
| 1       | Exclusion des villes closes (villes de sûreté) du rétablissement du culte catholique                                                                                     |
| 2       | Assimilation des commandeurs de l'Ordre de Saint-Jean de Jérusalem aux patrons laïcs pour les présentations                                                              |
| 3       | Présentation alternée aux bénéfices par chaque patron pour des écoliers et des clercs                                                                                    |
| 4       | Attribution des bénéfices exclusivement réservée aux évêques du pays |
| 5       | Exercice interdit dans les lieux pourvus d'un ministre protestant fixe, sauf exception ; rétablissement dans quatre localités nommées                                    |
| 6       | Attribution de Bénéjacq et Sainte-Marie-d'Oloron aux évêques et création d'un fonds pour rémunérer les curés des douze paroisses sur les bénéfices supérieurs à 300 écus |
| 7       | Rétrocession des cimetières aux catholiques et prise en charge des besoins religieux                                                                                     |
| 8       | Organisation des convois funèbres sans cérémonies catholiques là où le culte n'est pas rétabli ; possibilité de transport du corps,                                      |
| 9       | Célébration possible de la messe à domicile « portes fermées », sans présence extérieure ; discrétion imposée pour les visites aux malades                               |
| 10      | Rétablissement intégral de la juridiction spirituelle des évêques |
| 11      | Obligation pour les successeurs d'indemniser les héritiers si un évêque rachète des biens                                                                                |
| 12      | Droit reconnu aux évêques de Lescar et d'Oloron de prélever du bois de chauffage à Bénéjacq et Ste Marie, malgré les contrats existants                                  |